# Biến quan sát
Trong thống kê, biến quan sát (tiếng Anh: observable variable, observable quantity hay manifest variables), đối lập với biến tiềm ẩn (latent variable), là một biến là có thể trực tiếp quan sát hay đo lường.